# Jaculatòria
Una jaculatòria és una pregària breu i fervent característica de la tradició cristiana popular. Consisteix en una sola frase o exclamació, generalment amb rima i sovint relacionada amb un problema molt concret. «Si no tenim temps de fer grans pregadories podem diure tantes jaculatòries.» El mot prové de l'adjectiiu llatí jaculatorius, 'que es lança ràpidament'. Per extensió, fora del context religiós s'utilitza també per indicar una frase o un desig sempre repetit, com un mantra.
Es distingeixen dels goigs, que són poesies religioses més llargues. Tot i que més aviat fan part de la fe popular, encara al segle xx un filòsof catòlic com Jacques Maritain (1882-1973) les atorga un valor com que fan possible «pregar al tren i al metro i a la sala d'espera del dentista. Es pot ajudar i prendre força amb qualsevol oració curta, que és com un crit…».

## Uns exemples
- Gloriós sant Roc, guardeu-nos de pesta i de foc[5]
- O cor puríssim i santísim de Maria criat i adornat per la Santíssima Trinitat!
feu que sempre siguin nets i purs nostres cors, i adornats de gràcies.[6]
- Àngel custodi de Déu infinit,
quardeu la ciutat de dia i de nit
per tal que no entri lo mal esperit.[7]
- Nostra Senyora de Lourdes, cureu-nos per la conversió dels pecadors.

## Jaculatòries artístiques
És una forma literària que també va inspirar artistes, que en van fer paròdies més terrenals. El grup mallorquí Salvatge Cor va crear la cançó «Jaculatòria» al seu àlbum L'Ú del 2015, inspirada en el cal·ligrama amb el mateix títol de Joan Salvat-Papasseit, on combina el vocabulari tradicional de les jaculatòries religioses amb l'amor carnal. Pere Quart igualment es va inspirar en elles per redactar unes jaculatòries laiques com són les Jaculatòries del centenari (de Pompeu Fabra) o les Jaculatòries de la Muntanya :
| «            | Jaculatòries Pau a la muntanya gaubança del cor. Temperi a muntanya, magnètic esport. | » |
| — Pere Quart |                                                                                       |   |